# Emma Gaptchenko
Emma Vassilievna Gaptchenko (en russe : Эмма Васильевна Гапченко) est une archère russe, née le 24 février 1938 à Stoupino, en RSFS de Russie et morte le 6 décembre 2021.

## Palmarès
- Jeux olympiques
  -  Médaille de bronze à l'individuel femme aux Jeux olympiques d'été de 1972 à Munich.